# Огородников Георгій Петрович
Георгій Петрович Огородников (24 квітня (7 травня) 1901, село Богданово, Маріїнський повіт, Томська губернія, Російська імперія — 8 липня 1970, місто Москва, РРФСР) — радянський партійний діяч, 1-й секретар Архангельського обкому ВКП(б). Депутат Верховної Ради СРСР 1-го скликання (у 1941—1946 роках). Член Центральної Ревізійної Комісії ВКП(б) (1939—1952).

## Біографія
Народився в бідній селянській родині. У 1911 році закінчив один клас сільської школи в селі Богданово. З лютого 1915 по червень 1920 року — селянин в господарстві батька в селі Богданово Томської губернії.
У червні 1920 року добровольцем вступив у Червону армію, брав участь у боях проти барона Врангеля. У червні 1920 — травні 1923 року — червоноармієць, у травні 1923 — травні 1924 року — політрук батареї важкого артилерійського дивізіону 51-ї дивізії РСЧА.
Член РКП(б) з січня 1923 року.
У травні 1924 — червні 1926 року — голова сільської ради села Плетений Ташлик Зінов'ївської округи УСРР.
У червні 1926 — жовтні 1927 року — голова Великовисківського районного комітету Всеробітземлісу Зінов'ївської округи УСРР. У жовтні 1927 — серпні 1928 року — голова Братського районного комітету Всеробітземлісу Зінов'ївської округи УСРР.
У серпні 1928 — грудні 1929 року — голова сільськогосподарського кредитного товариства «Культура і праця» міста Зінов'ївська.
У грудні 1929 — грудні 1930 року — голова правління відділення Сільгоспбанку міста Зінов'ївська.
У грудні 1930 — лютому 1932 року — керуючий відділення Держбанку міста Нова Прага на Зінов'ївщині. У лютому 1932 — березні 1935 року — керуючий відділення Держбанку міста Снігурівка Одеської області.
У березні — серпні 1935 року — слухач Всесоюзних курсів управління сільськогосподарськими банками в місті Ленінграді.
У серпні 1935 — березні 1936 року — керуючий відділення Сільгоспбанку міста Криве Озеро Одеської області.
У березні 1936 — 1938 року — керуючий відділення Сільгоспбанку міста Кірово (Кіровограда).
У 1938 році — 1-й секретар Ново-Троїцького районного комітету КП(б)У Миколаївської області.
У листопаді 1938 — лютому 1939 року — відповідальний організатор відділу керівних партійних органів ЦК ВКП(б) по Орджонікідзевському краю.
26 лютого 1939 — січень 1945 року — 1-й секретар Архангельського обласного комітету ВКП(б), був членом Військової Ради Архангельського військового округу. У вересні 1942 — грудні 1944 року — голова Архангельського міського комітету оборони.
У лютому 1945 — червні 1947 року — слухач Вищої школи партійних організаторів при ЦК ВКП(б) в Москві.
У червні 1947 — липні 1948 року — представник Ради у справах колгоспів при Раді Міністрів СРСР по Краснодарському краю.
У липні 1948 — серпні 1950 року — представник Ради у справах колгоспів при Раді Міністрів СРСР по Узбецькій РСР в місті Ташкенті.
У серпні 1950 — червні 1952 року — представник Ради у справах колгоспів при Раді Міністрів СРСР по Костромській області.
У червні 1952 — липні 1953 року — представник Ради у справах колгоспів при Раді Міністрів СРСР по Калінінській області.
У липні 1953 — 1960 року — керуючий Брянської обласної контори Державного банку СРСР.
З 1960 року — персональний пенсіонер союзного значення в місті Брянську. З січня 1966 року проживав у місті Москві.
У жовтні 1966 — травні 1967 року — секретар партійної організації № 84 будинкової управи № 1 Московсько-Курського відділення парткому підприємств залізничного, автомобільного і водного транспорту міста Москви.
З травня 1967 року — на пенсії в Москві. Помер 8 липня 1970 року, похований на Востряковському цвинтарі.

## Нагороди
- орден Трудового Червоного Прапора
- орден Червоної Зірки (4.06.1942)